# Özlem Kaya (athlétisme)
Pour les articles homonymes, voir Özlem Kaya.
Özlem Kaya (se prononce [ˈøzlem kaˈja], née le 20 avril 1990 à Ardahan) est une athlète turque, spécialiste du demi-fond et du steeple.

## Carrière
Elle participe aux Jeux olympiques d'été de 2012 sur 3 000 m steeple. Elle détient le record de 9 min 36 s 98 obtenu en 2015 à Istanbul, record qu'elle porte à 9 min 30 s 23 pour se qualifier pour la finale des Championnats du monde, le 24 août 2015 à Pékin.
Le 10 juillet 2016, Kaya décroche la médaille de bronze des Championnats d'Europe d'Amsterdam en 9 min 35 s 05, sa meilleure performance de la saison.
Le 26 août 2017, elle décroche la médaille de bronze de l'Universiade à Taipei en 9 min 52 s 59.

## Palmarès
| Date | Compétition                       | Lieu      | Résultat | Epreuve     | Marque        |
| ---- | --------------------------------- | --------- | -------- | ----------- | ------------- |
| 2014 | Championnats des Balkans          | Pitești   | 4e       | 1 500 m     | 4 min 27 s 62 |
| 2014 | Championnats des Balkans          | Pitești   | 2e       | 3 000 m st. | 9 min 47 s 34 |
| 2015 | Universiade                       | Gwangju   | 3e       | 3 000 m st. | 9 min 37 s 79 |
| 2015 | Championnats du monde             | Pékin     | 13e      | 3 000 m st. | 9 min 34 s 66 |
| 2016 | Championnats d'Europe             | Amsterdam | 3e       | 3 000 m st. | 9 min 35 s 05 |
| 2017 | Championnats d'Europe par équipes | Vaasa     | 3e       | 3 000 m     | 9 min 12 s 09 |
| 2017 | Universiade                       | Taipei    | 3e       | 3 000 m st. | 9 min 52 s 59 |
| 2018 | Championnats des Balkans en salle | Istanbul  | 2e       | 1 500 m     | 4 min 22 s 48 |
| 2018 | Jeux méditerranéens               | Tarragone | 5e       | 3 000 m st. | 9 min 34 s 43 |
| 2019 | Championnats des Balkans          | Pravetz   | 1re      | 3 000 m st. | 9 min 54 s 28 |

## Records
| Épreuve         | Performance   | Lieu  | Date         |
| --------------- | ------------- | ----- | ------------ |
| 3 000 m steeple | 9 min 30 s 23 | Pékin | 24 août 2015 |